# Christina Stürmer

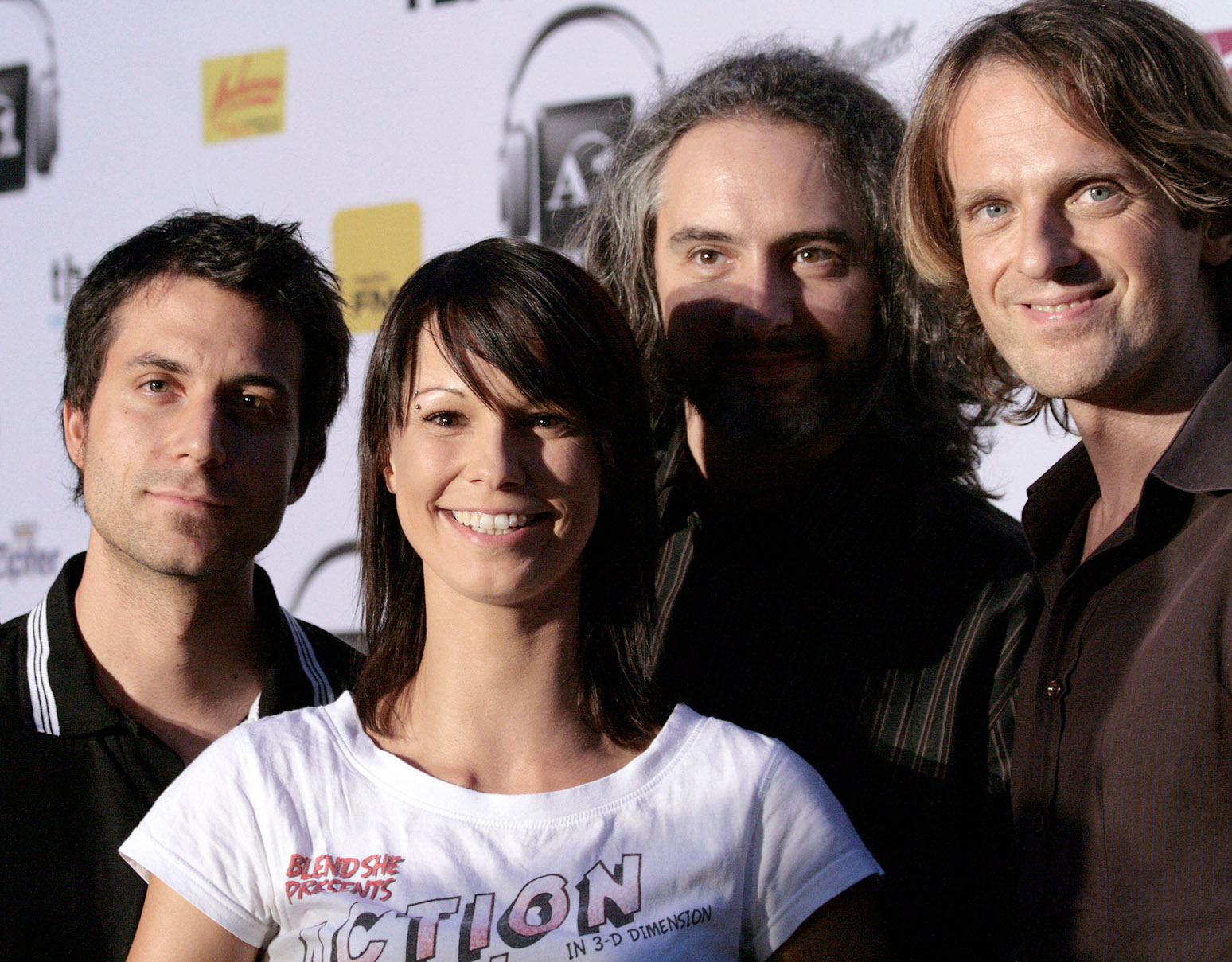
Christina Stürmer & Band (2009)

Christina Stürmer (* 9. Juni 1982 in Linz) ist eine österreichische Pop-Rock-Sängerin.
Zu ihren bekanntesten Titeln gehören Ich lebe, Nie genug, Millionen Lichter und Seite an Seite. Seit ihrer Teilnahme an der ORF-Castingshow Starmania im Jahr 2003 und den nachfolgenden Veröffentlichungen im deutschsprachigen Raum hat sie über 1,9 Millionen Tonträger verkauft.

## Leben und Wirken

### Frühe Jahre (1995–2002)
Christina Stürmer ist in Altenberg bei Linz im oberösterreichischen Mühlviertel aufgewachsen.
Sie spielte bereits mit 13 Jahren Saxophon in einer Kinder-Bigband, daneben spielt sie auch Querflöte. Ab 1998 sang sie in der von ihr mitgegründeten Coverband Scotty vor allem englischsprachige Titel, danach war sie Mitglied der A-cappella-Gruppe Sulumelina. Sie verließ das Gymnasium und machte, obwohl sie eigentlich Kindergartenpädagogin werden wollte, eine Buchhändlerlehre in der Buchhandlung Amadeus (heute Thalia) in Linz. Kurze Zeit später bewarb sie sich bei der ORF-Castingshow Starmania.

### Karrierebeginn in Österreich (2002–2004)
2003 erreichte Christina Stürmer mit dem Sportfreunde-Stiller-Lied Ein Kompliment in der ORF-Castingshow Starmania den zweiten Platz hinter Michael Tschuggnall. Bald danach veröffentlichte sie ihren ersten eigenen Song Ich lebe, der 2003 neun Wochen lang Platz eins der österreichischen Charts belegte.
Danach folgten die Singles Geh nicht wenn du kommst und das unter dem Eindruck des Irakkriegs entstandene Lied Mama Ana Ahabak (arab.: Mama, ich liebe dich), das Kriegseindrücke aus der Perspektive eines Kindes beschreibt. Mama Ana Ahabak stand ebenfalls neun Wochen lang auf Platz eins der österreichischen Singlecharts. Auch das folgende Album Freier Fall, das im Mai 2003 ausschließlich in Österreich erschien, belegte für einige Wochen die Spitze der Albumcharts. Im Herbst 2003 ging Christina Stürmer auf Tournee durch Österreich.
Im Mai 2004 erschien auf dem österreichischen Markt ihr zweites Album Soll das wirklich alles sein bei dem Label Vivendi Universal. Die ausgekoppelten Singles erreichten alle die Top 10 der österreichischen Singlecharts, das Album war mehr als 14 Wochen lang auf Platz eins. Das bei der im folgenden Herbst durchgeführten Wirklich-alles!-Tour während eines Konzerts in der ausverkauften Wiener Stadthalle erstellte Filmmaterial wurde zusammen mit Interviews und einer kurzen Biographie auf der DVD Wirklich alles! veröffentlicht.
Erste eigene Kompositionen präsentierte Christina Stürmer auf der anschließenden Clubtour Ungeschminkt.

### Durchbruch in Deutschland (2005)
Mit ihren Managern Andreas Streit und Bernd Rengelshausen arbeitete Christina Stürmer in dieser Zeit bereits daran, den deutschen Markt zu erschließen. Die Single Vorbei wurde in Deutschland im September 2004 veröffentlicht, erfüllte die Erwartungen jedoch nicht. Die am 25. April 2005 veröffentlichte überarbeitete Single Ich lebe stieg in den deutschen Charts bis auf Platz vier.
Das darauf folgende Album Schwarz Weiß (im Juni 2005 in Deutschland und der Schweiz veröffentlicht) erreichte Platz drei der deutschen Albumcharts und blieb mehr als ein Jahr in den Top 20. Die in Österreich zumeist schon bekannten Lieder des Albums wurden größtenteils neu produziert und orientierten sich am gerade aufkommenden Trend zu deutscher Rock- und Popmusik. Die ebenfalls überarbeiteten Single-Auskopplungen waren Engel fliegen einsam, Mama Ana Ahabak und zuletzt Immer an euch geglaubt. Ende 2005 tourten Christina Stürmer und ihre Band durch Deutschland und die Schweiz. Die Schwarz-Weiß-Tour dauerte zwei Monate, wobei einige der knapp 40 Konzerte wegen der großen Nachfrage sogar in größere Hallen verlegt werden mussten.
Im Frühjahr 2006 nahmen „Christina Stürmer & Band“ an der Jägermeister Rock:Liga teil und konnte sich gegen Dorfdisko und AK4711 (die durch Stefan Raabs Bundesvision Song Contest bekannt geworden waren) in allen fünf Vorrunden durchsetzen. Beim Finale in Berlin (Mai 2006) wurden sie hinter Deichkind und EL*KE Dritte.

### Lebe lauterund zurück nach Österreich (2006–2007)
Im April 2006 kehrte Christina Stürmer nach Österreich zurück und veröffentlichte ihre neue Single Nie genug, die sofort auf Platz eins der österreichischen Singlecharts landete und seit September 2006 das Titellied der RTL-Seifenoper Alles was zählt ist. Im Mai 2006 folgte die Nie-genug-Tour durch Österreich, die durch Auftritte in Deutschland ergänzt wurde. Noch während der Tournee wurde mit der Arbeit an einem neuen Album begonnen. Christina Stürmer nahm am Ö3-Benefizkonzert für die Opfer des Hochwassers 2006 in Gänserndorf teil und Anteilnahme zeigte.
Mit zunehmender Bekanntheit kam es auch vermehrt zu Kooperationen mit Unternehmen. Christina Stürmer schloss Werbeverträge mit der Schnellrestaurantkette McDonald’s und der Speiseeismarke Eskimo ab und spielte im Sommer 2006 den Titel Nie genug in zwei österreichischen Fernsehwerbespots ein.
Bereits im Wahlkampf zur oberösterreichischen Landtagswahl 2003 verwendete die Österreichische Volkspartei (ÖVP), ohne dafür zuvor um eine Freigabe anzufragen, Fotos von Christina Stürmer in Wahlkampfbroschüren. In einem Interview erklärte sie dazu, jedenfalls nicht für die ÖVP zu stimmen. Im Vorfeld der Nationalratswahl druckte die ÖVP Anfang 2006, abermals ohne Erlaubnis, nun in einer für Jugendliche gedachten Broschüre über Bundeskanzler Wolfgang Schüssel ein Foto der Sängerin ab. Dieses Mal schaltete Christina Stürmers Management einen Anwalt ein.
Am 15. September 2006 erschien das Album Lebe lauter gleichzeitig in Österreich, Deutschland und der Schweiz, es belegte in den österreichischen und deutschen Albumcharts auf Anhieb Platz eins, in den Schweizer Charts Platz sechs. Das Konzert zur Release-Party im Wiener Colosseum am Abend zuvor wurde von dem Mobilfunkunternehmen Hutchison Drei Austria per UMTS live auf Mobilfunkgeräte übertragen – die erste derartige Übertragung in Österreich. Für „3“ trat Christina Stürmer, mit Um bei Dir zu sein als Hintergrundmusik, auch in einer Reihe von Fernsehwerbespots auf und war in der vorweihnachtlichen Werbekampagne vertreten.
Für die Veröffentlichung des Albums auf dem deutschen Markt wurde in Spanien ein neues Musikvideo zu Nie genug gedreht. Als in Deutschland die Single Nie genug auf den Markt kam, wurde in Österreich die Doppel-A-Seite Um bei dir zu sein/An Sommertagen veröffentlicht, mit der Christina Stürmer ihren fünften österreichischen Nummer-eins-Hit schaffte und somit als erfolgreichster österreichischer Künstler in den Ö3 Austria Top 40 mit Rainhard Fendrich gleichzog. Auch das Video zur Single Ohne Dich, die im November 2006 als erste Single von ihr gleichzeitig in allen deutschsprachigen Ländern veröffentlicht wurde, war bereits in Spanien abgedreht worden. Doch der Erfolg dieses Songs blieb hinter den Erwartungen zurück. Die folgende Single-Auskopplung aus dem Album Lebe lauter war im März 2007 Scherbenmeer. Christina Stürmer präsentierte Scherbenmeer am 3. März 2007 in der Fernsehshow Wetten, dass..?. Als letzte Single-Auskopplung aus dem Lebe-lauter-Album erschien in Österreich Augenblick am Tag – geschrieben von Christina Stürmers Bandmitglied und Lebensgefährten Oliver Varga –, in Deutschland hingegen der einstige Erfolgshit Um bei dir zu sein in einer neuen Version. Am 16. November 2007 erschien – ausschließlich in Österreich – die Single Mitten unterm Jahr.

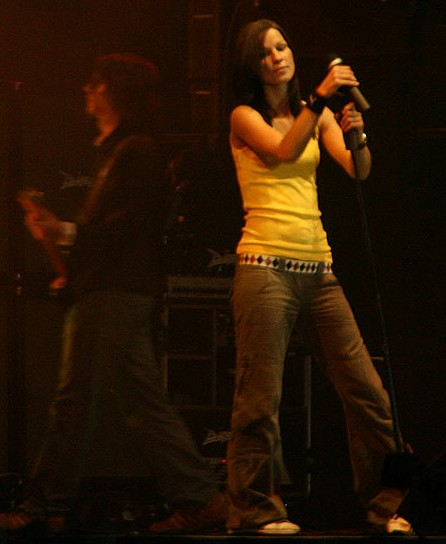
Lebe-lauter-Tour (Wien 2007)

Im Frühjahr 2007 absolvierte sie die Lebe-lauter-Tour durch Deutschland und die Schweiz. Im Anschluss daran folgte der Österreich-Teil der Tour mit Freiluftkonzerten in Stubenberg am See, Innsbruck, Salzburg, bei den Clam Concerts auf der Burg Clam und in Wien. Das Wiener Konzert wurde für eine neue DVD-Produktion gefilmt. Lebe lauter live, am 19. Oktober 2007 in Österreich, der Schweiz und in Deutschland erschienen, enthält das Open-Air-Live-Konzert von Wien 2007 sowie eine ausführliche Dokumentation über Christina Stürmer und ihre Band. Im Sommer absolvierte sie zahlreiche Open-Air-Festivals, unter anderem das Frankfurt Wolkenkratzer Festival und RPR1 Open Air Festival Mainz, die von ca. 100.000 Menschen besucht wurden. Außerdem war sie im Rahmen der Pur-and-Friends-Konzerte im Vorprogramm vertreten.

### Managementwechsel und Akustik-Album (2008)
Im Jänner 2008 wechselte Christina Stürmer das Management aus und ging zu Frontline Artists.
Für ihr Unplugged-Album laut-Los (im April 2008 erschienen) wurde als Single-Vorbote Träume leben ewig ausgewählt; die Single, die ab Februar im Radio lief, erschien am 28. März 2008. Das Unplugged-Album enthält eine Auswahl von Songs sämtlicher von ihr veröffentlichter Alben in akustischem Gewand sowie neu aufgenommene Lieder.
Christina Stürmer hat 2008 den offiziellen EM-Song des ÖFB gesungen. Dabei handelte es sich um das Lied Fieber, das bereits auf der Akustik-Kompilation laut-Los erschienen war; für die EURO 2008 wurde der Titel auch in einer Stadionversion aufgenommen. Ein Teil der Unplugged-Version wurde am 26. März 2008 dem ÖFB vorgestellt. Veröffentlicht wurde Fieber am 16. Mai 2008 in Österreich und am 23. Mai 2008 in Deutschland und der Schweiz.

### Unerfüllte Erwartungen mitIn dieser Stadt(2009)

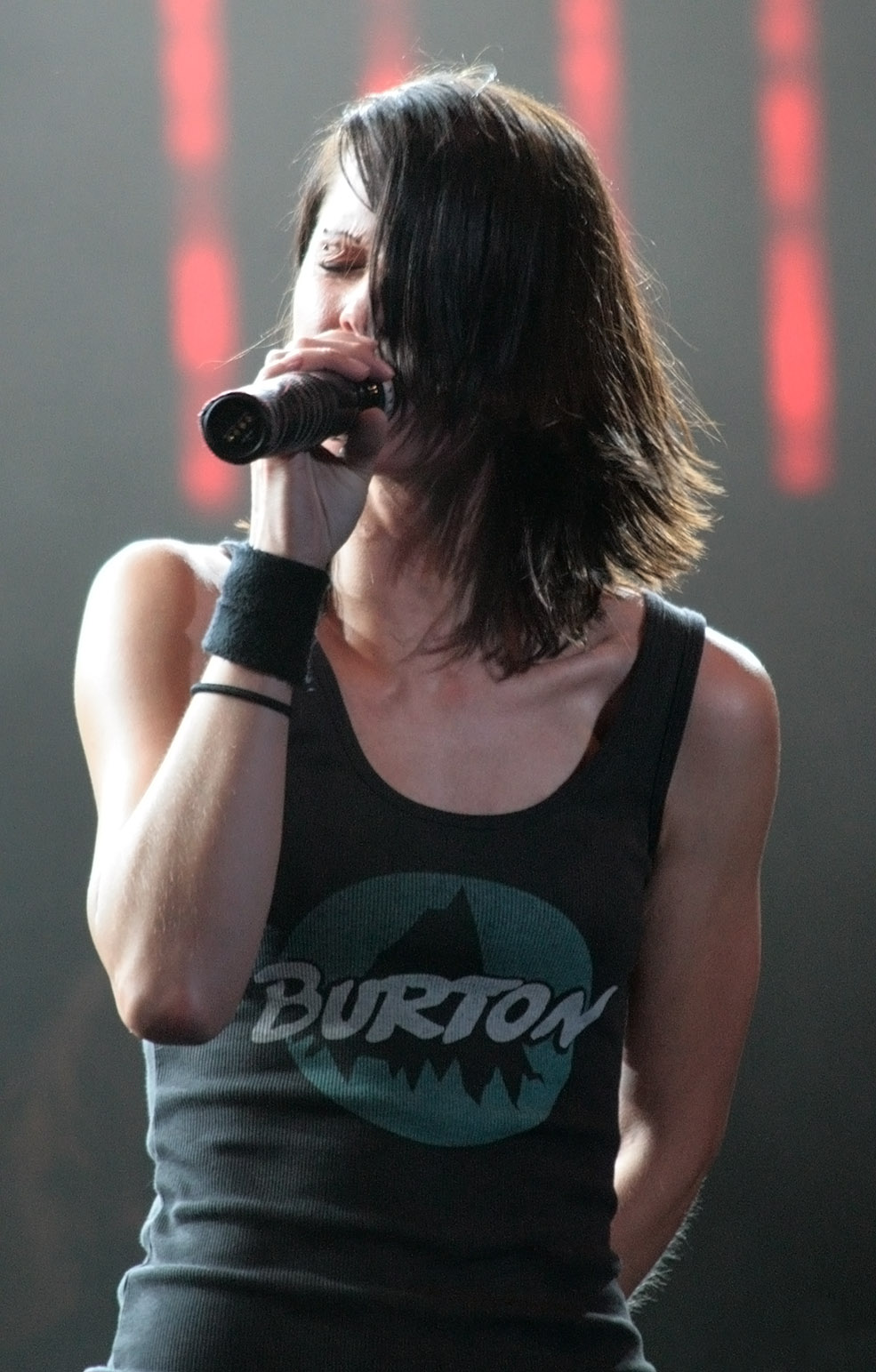
Christina Stürmer (Donauinselfest 2009)

Im Sommer 2008 gingen Christina Stürmer und Band wieder ins Studio, um das Album In dieser Stadt (am 10. April 2009 veröffentlicht) aufzunehmen.
Die daraus ausgekoppelte Vorabsingle Ist mir egal erschien bereits am 27. März. Die In-dieser-Stadt-Tour führte Sängerin und Band im Frühjahr 2009 durch Österreich (am 27. Juni auch zum Donauinselfest), Deutschland und die Schweiz. Als zweite Singleauskopplung wurde nach dem Ende der Tour am 3. Juli Mehr als perfekt in Österreich veröffentlicht. Am 11. September wurde dann Ein Leben lang, allerdings in einer etwas von der CD abweichenden Version, als Downloadsingle veröffentlicht. Im Rahmen der Night of the Proms spielten Christina Stürmer und Band vom 27. November bis zum 20. Dezember 2009 in mehreren deutschen Städten.
Das Album In dieser Stadt erreichte in Österreich erneut Platz eins, blieb aber in Deutschland und der Schweiz hinter den Erwartungen zurück. Zudem rissen die Verkaufszahlen nach wenigen Wochen ab. Zeitweise spielte Christina Stürmer in gerade einmal halb gefüllten Hallen. Einige Medien sprachen gar von einem Flop und Absturz. Daraufhin wechselte sie erneut das Management.
Im Jänner 2010 wurde eine von Christina Stürmer eingespielte Neuinterpretation der 1947 von Paula Preradović getexteten österreichischen Bundeshymne Land der Berge, Land am Strome vorgestellt, die von Bildungsministerin Claudia Schmied (SPÖ) für eine Kampagne des Ministeriums zur aktuell geplanten Bildungsreform in Auftrag gegeben worden war. Für Diskussionen sorgte dann aber weniger die musikalische Adaption als Rock-Song denn vielmehr eine Textänderung im Sinne gendergerechter Sprache. Die Passage „Heimat bist du großer Söhne“ wurde in „Heimat bist du großer Söhne und Töchter“ geändert. Der Sessler-Verlag, der die Erben Preradovićs in Urheberrechtsfragen vertritt, drohte mit Klage und forderte, die Fernseh- und Radiospots mit der Neuinterpretation nicht mehr zu senden. Im Jänner 2011 wurde die Klage vom Obersten Gerichtshof Österreichs jedoch abgewiesen.

### Nahaufnahmeund Clubtour (2010–2011)
Den Beginn von Aufnahmen für ein neues Album kündigte die Band für den März 2010 an. Im Juli 2010 wurde die Single Wir leben den Moment vorgestellt – die erste Auskopplung aus dem neuen Album Nahaufnahme, das dann im September erschien.
Als zweite Single kam der Song Wenn die Welt untergeht am 26. November heraus.
Ab 6. Dezember startete die Club-Tour Nah Dran in kleineren Hallen durch Österreich (zwei Termine), Deutschland (fünf Termine) und die Schweiz (ein Termin). Weil der Verkauf der Tickets gut anlief und nahezu alle Konzerte ausverkauft waren, beschloss man am 7. Dezember, die Tour im Frühjahr 2011 fortzusetzen.
Am 15. Dezember 2010 erhielt Christina Stürmer für ihr Album Nahaufnahme eine Platin-Auszeichnung für 20.000 verkaufte Tonträger.

### Ich hör auf mein Herz(2012–2015)
Neben den zahlreichen Konzerten, die die Band in dem Jahr im deutschsprachigen Raum (Österreich, Deutschland und Schweiz) bestritt, bekamen Christina Stürmer & Band die Chance, am 11. Dezember 2012 ein Clubkonzert in Venice Beach in Los Angeles in den Vereinigten Staaten spielen zu können. Dort entstand das Video zu dem Lied Millionen Lichter.
Ende Jänner 2013 waren die Arbeiten am neuen Album bereits abgeschlossen.
Am 27. Februar 2013 wurde via Facebook und der offiziellen Website das Albumcover und der Titel Ich hör auf mein Herz bekannt gegeben. Das Album erschien am 19. April 2013. Die erste Vorabsingle, Millionen Lichter, erschien am 29. März 2013 und wurde im September mit einer Goldenen Schallplatte ausgezeichnet. Als zweite Single ist am 6. September 2013 der Song Ich hör auf mein Herz zum Download erschienen.
Von November 2013 bis Januar 2014 war Stürmer auf der Hör auf dein Herz Tour 2013/14 in Österreich, Deutschland, der Schweiz und für ein Konzert in Südtirol unterwegs. Mehrere Konzerte dieser Tour waren ausverkauft.
Im März 2014 gewann Christina Stürmer den Radio-Echo für den Song Millionen Lichter.
Das Album Ich hör auf mein Herz wurde in Deutschland mit Gold und in Österreich mit Platin ausgezeichnet.
2015 war sie Teil der VOX-Sendung Sing meinen Song – Das Tauschkonzert. Bei der vierten der acht Folgen stand Stürmer im Mittelpunkt und sang ihren Song Was wirklich bleibt; ausgestrahlt wurde die Folge anlässlich ihres Geburtstags am 9. Juni 2015.

### Seite an Seite(2016)
Anfang 2016 spielte Christina Stürmer die Tour 2016 durch Österreich und Deutschland.
Während der Tour meldete sie auf Facebook, ihr erstes Kind zu erwarten.
Am 8. April 2016 erschien ihre erste Single Seite an Seite aus dem Ende desgleichen Monats erschienenen gleichnamigen Album Seite an Seite. Im Mai 2016 wurde das Best-Of-Album mit Platin und Seite an Seite mit Gold ausgezeichnet. Weiters erschien im September 2016 die Downloadsingle Ein Teil von mir. Als dritte Single erschien im Februar 2017 der Titel Du fehlst hier, zu dem es wie auch zu Seite an Seite ein Musikvideo gibt.

### Überall zu Hause(2018)
Im August 2018 erschien mit In ein paar Jahren die erste Single des Albums Überall zu Hause, das im September veröffentlicht wurde. Es konnte sich in Österreich auf Platz 1 und in Deutschland auf Platz 7 der Albumcharts platzieren. Die dazugehörige Tournee erfolgte im April und Mai 2019. Im Dezember 2020 erschien die EP Zu Hause, die sechs Titel des Albums in Akustik-Versionen beinhaltet.
2021 sang Stürmer gemeinsam mit Lemo den Titel Nur Mensch.
In der fünften Staffel (2021) der ProSieben-Sendung The Masked Singer trat sie als Heldin auf und erreichte den 3. Platz.

### MTV Unplugged in Wien(2023)

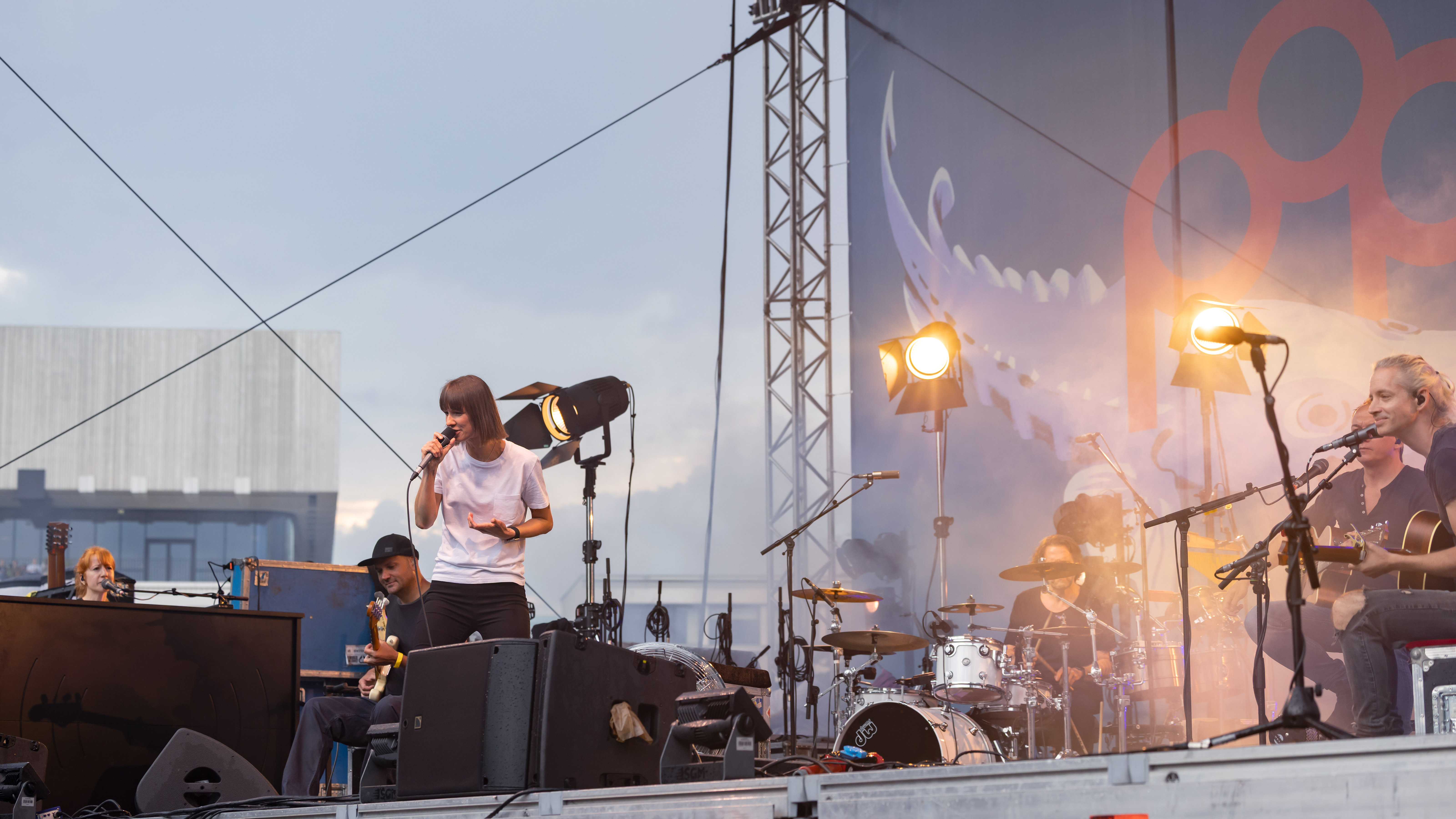
Stürmer unplugged, Popfest Wien 2025

Im August 2023 nahm Christina Stürmer im Wiener Volkstheater das Album MTV Unplugged in Wien auf. Sie war damit die erste Künstlerin aus dem deutschsprachigen Raum, die ein MTV-Unplugged-Konzert geben konnte. Dabei waren Wolfgang Ambros, Deine Freunde, Mathea, Sportfreunde Stiller und Ursula Strauss als Gastmusiker beteiligt. Außerdem feierte sie ihr zwanzigjähriges Bühnenjubiläum, worauf sich das Lied Ein halbes Leben bezieht.
Im Februar 2024 veröffentlichte sie zusammen mit Deine Freunde das Lied Keine Märchen.

### Soziales Engagement
Christina Stürmer engagiert sich für verschiedene soziale Projekte. So unterstützt sie die Kinderkrebshilfe von McDonald’s und die Aktion Deine Stimme gegen Armut, sie ist Botschafterin eines Kinderhospizes in Mitteldeutschland, für das sie an einem Benefizkonzert teilnahm, und beteiligt sich an Umweltschutzaktionen, etwa einem Shooting für das Lifestylemagazin Max. Auch für die ORF-Spendengala Licht ins Dunkel hat sie sich wiederholt engagiert. Des Weiteren wirken Christina Stürmer und Band auch immer wieder ohne Gage bei Benefizkonzerten mit, etwa dem Konzertabend Atemberaubend 08 zur Förderung der Erforschung des Lungenhochdrucks, wo sie unter anderem mit Wolfgang Ambros und Ulli Bäer auf der Bühne stand.
Darüber hinaus ist Christina Stürmer Mitglied des Österreichischen Roten Kreuzes.

### Privates
Seit 2006 ist Stürmer mit ihrem Band-Gitarristen Oliver Varga liiert. Im August 2016 kam die erste gemeinsame Tochter zur Welt. Im März 2021 bekamen sie eine zweite Tochter.

## Stil und Rezeption

### Musik
Stilistisch präsentiert sich Christina Stürmer mit einem rockorientierten Mainstream-Pop.
Zu Beginn ihrer musikalischen Karriere deckte sie noch eine große Genrebandbreite ab, von Alternative Rock bis hin zum Schlagerpop. Mit der Zeit orientierte sich ihr Stil jedoch immer stärker am Deutschrock, des Öfteren wird ein musikalischer Einfluss von Sportfreunde Stiller erwähnt. Seit ihrer Teilnahme an Starmania singt sie nur noch deutschsprachige Texte. Mit ihrem fünften Album Lebe lauter wird Christina Stürmer in einer Reihe mit Pop-Rock-Bands aus Deutschland wie Juli, Echt und Silbermond genannt. In Österreich gilt sie, obwohl sie in einem bundesdeutsch eingefärbten Hochdeutsch singt, als die seit langem erfolgreichste Vertreterin des Austropop – keine stilistische Zuordnung also, vielmehr bezieht sich die Bezeichnung vor allem auf die Herkunft.

### Texte
Die Texte ihrer Lieder greifen Themen wie Liebe und Partnerschaft, Alkohol und andere Drogen sowie das Verhältnis zu Autoritäten, Gewalt, Krieg und Frieden sowie auch Philosophisches wie Vergänglichkeit, Tod und ewiges Leben auf. Christina Stürmer gibt sich dabei als „Mädchen von nebenan“, das nicht abgehoben ist, sondern lebensfrohe, ausgelassene Natürlichkeit demonstriert. Immer wieder werden Vergleiche mit der Pop-Sängerin Avril Lavigne angestellt. Die Lieder werden in der Regel von externen Komponisten und Textern geschrieben. Bei den letzten Produktionen war auch Bandmitglied Oliver Varga an den Kompositionen beteiligt.

### Einfluss
Christina Stürmer löste mit ihrer Musik in Österreich eine neue Welle österreichischer Pop- und Rockmusik aus, die unter dem Titel Neuer Pop und Rock aus Österreich vom österreichischen Rundfunksender Ö3 vermarktet wird (siehe Die neuen Österreicher). Eine Reihe neuer Bands wurden durch Starmania und den Ö3 Soundcheck bekannt. Das sind Bands wie SheSays, Zweitfrau, Excuse Me Moses, Mondscheiner.

### Band
Die international besetzte Band besteht aus Oliver Varga (Österreich, Gitarre) und Klaus Pérez-Salado (Spanien, Schlagzeug). Hartmut „Hardy“ Kamm (Deutschland, Akkordeon, Gitarre und Keyboards) verließ die Band im Juni 2009 und wurde durch den Österreicher Matthias Simoner ersetzt. Gwenael Damman (Frankreich, E-Bass) verließ die Band im Februar 2012. Neuer Bassist der Band wurde im Juni 2012 Rue Kostron.
Durch das Live-Auftreten Stürmers unter dem Namen „Christina Stürmer & Band“ tritt die Band in die Wahrnehmung der Öffentlichkeit, weswegen Christina Stürmer auch als Rockband beworben wird.

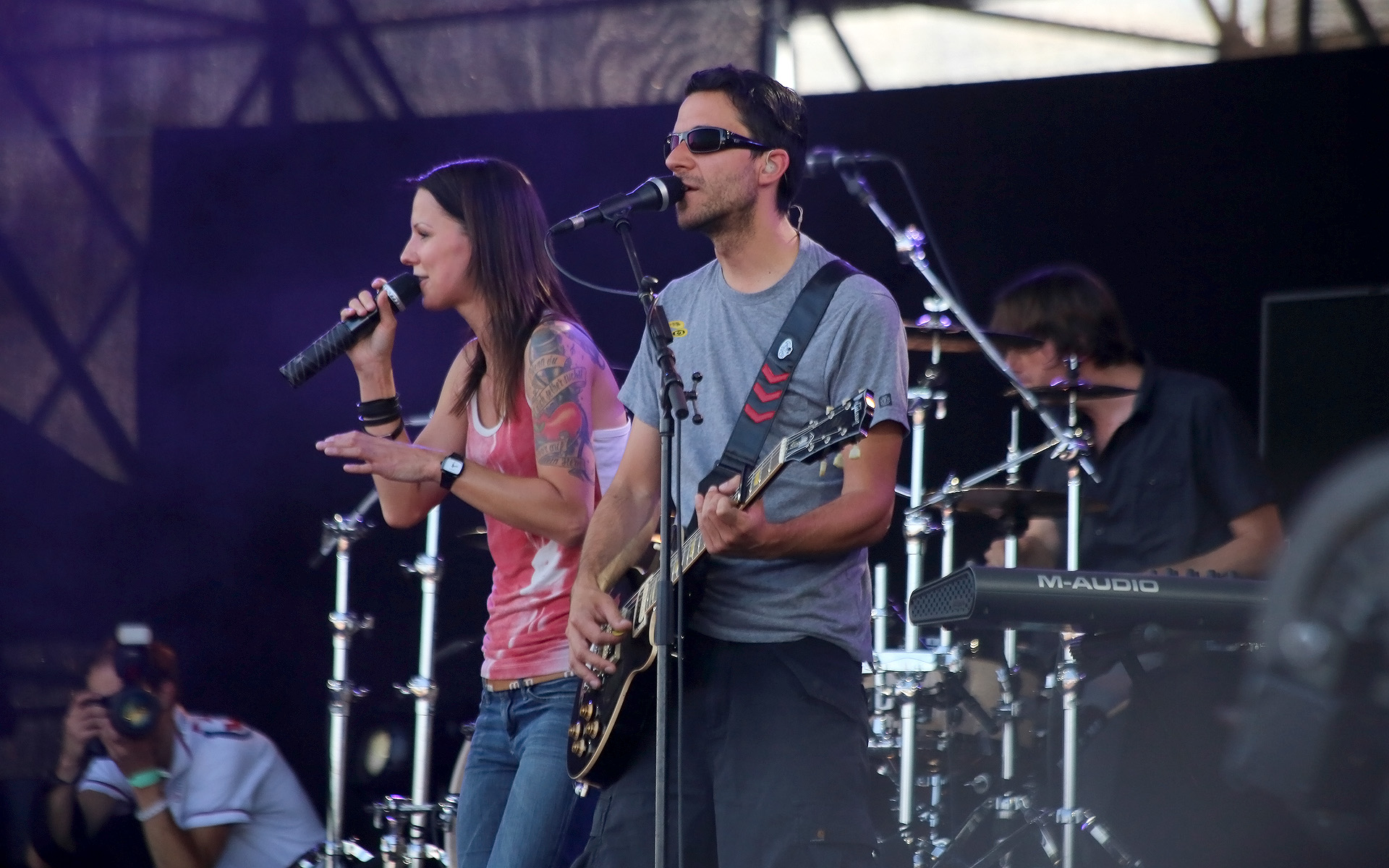
Oliver Varga
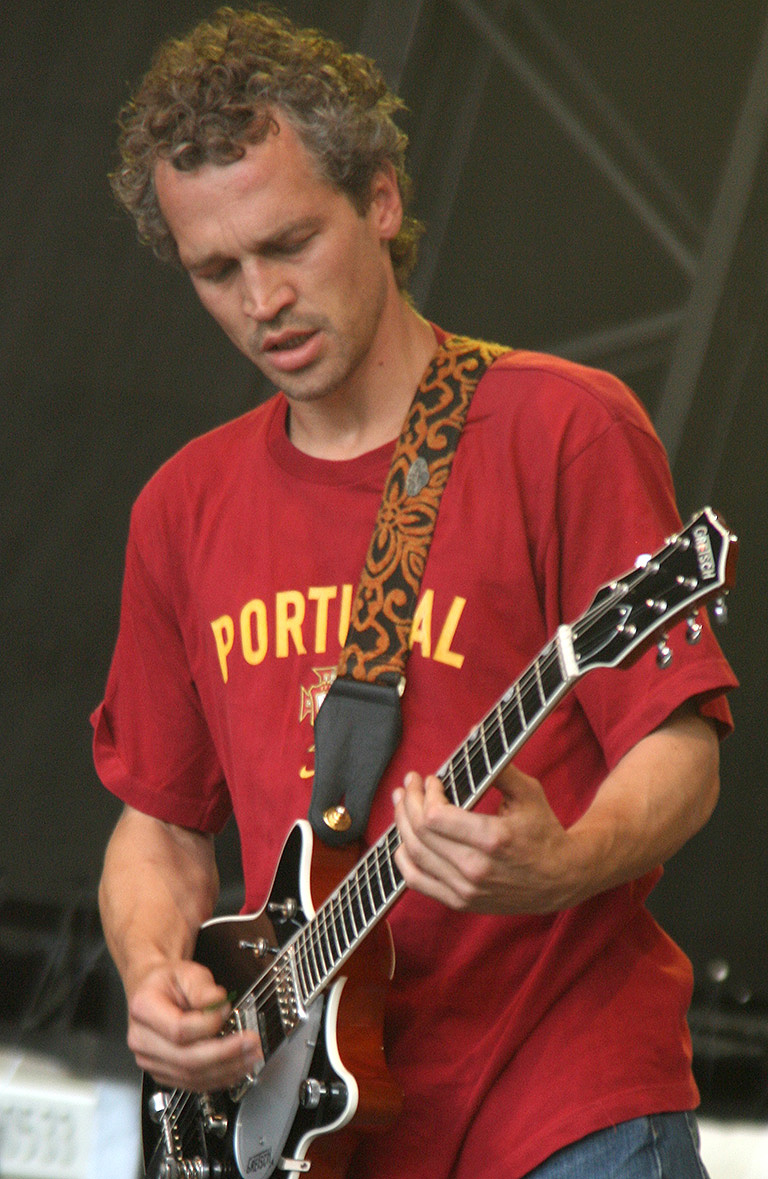
Hartmut Kamm (bis 2009)
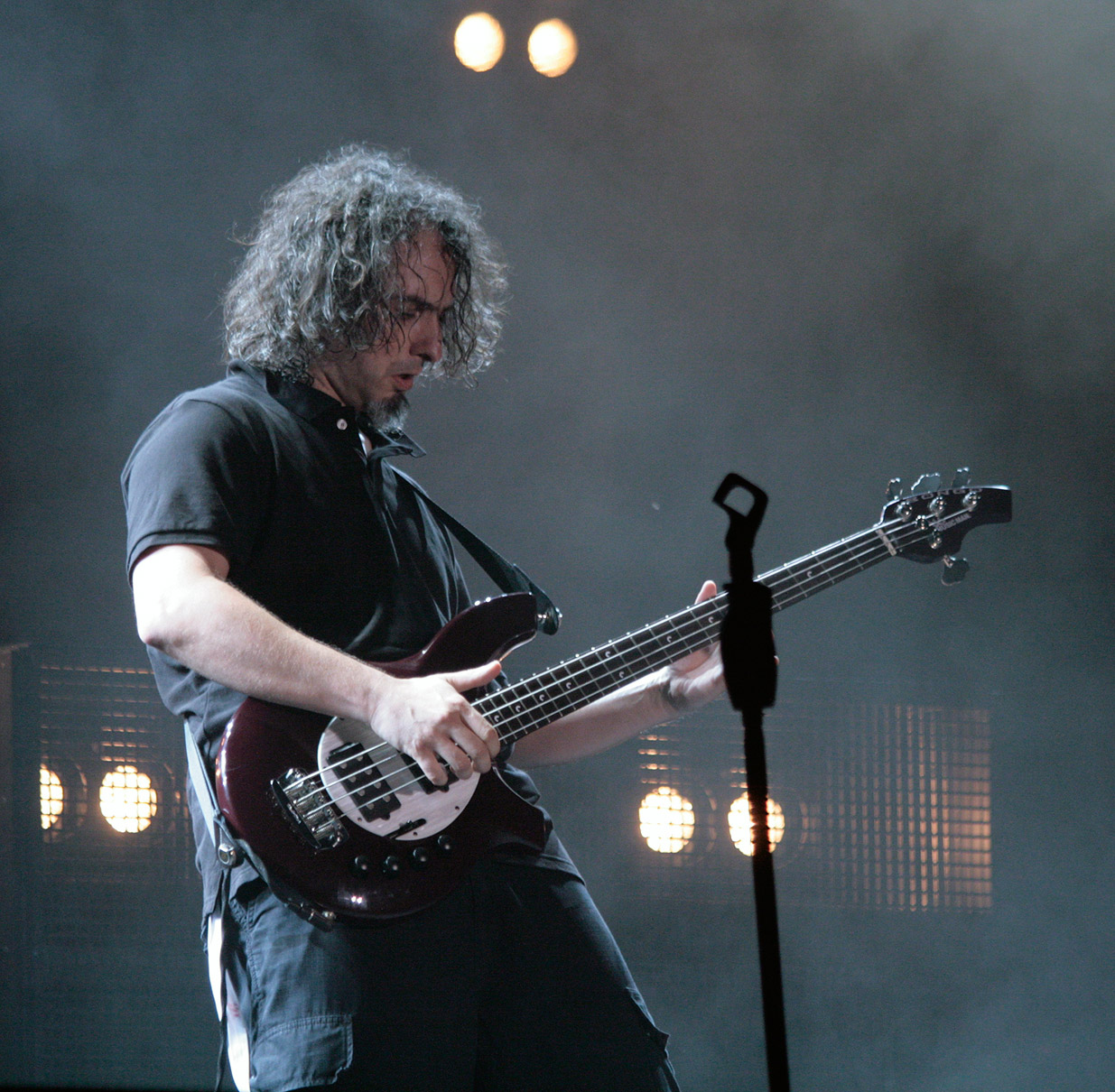
Gwenael Damman (bis 2012)
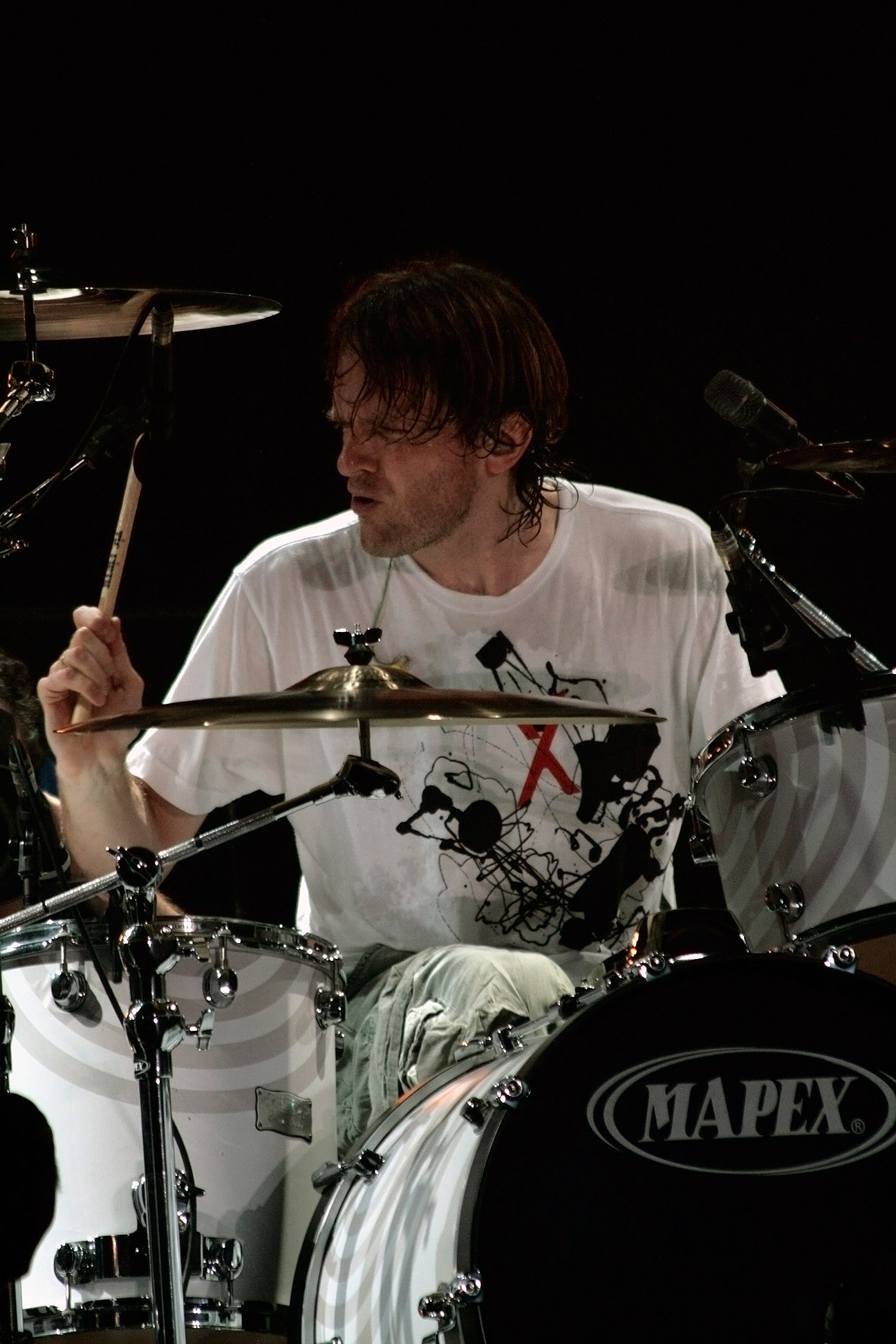
Klaus Pérez-Salado
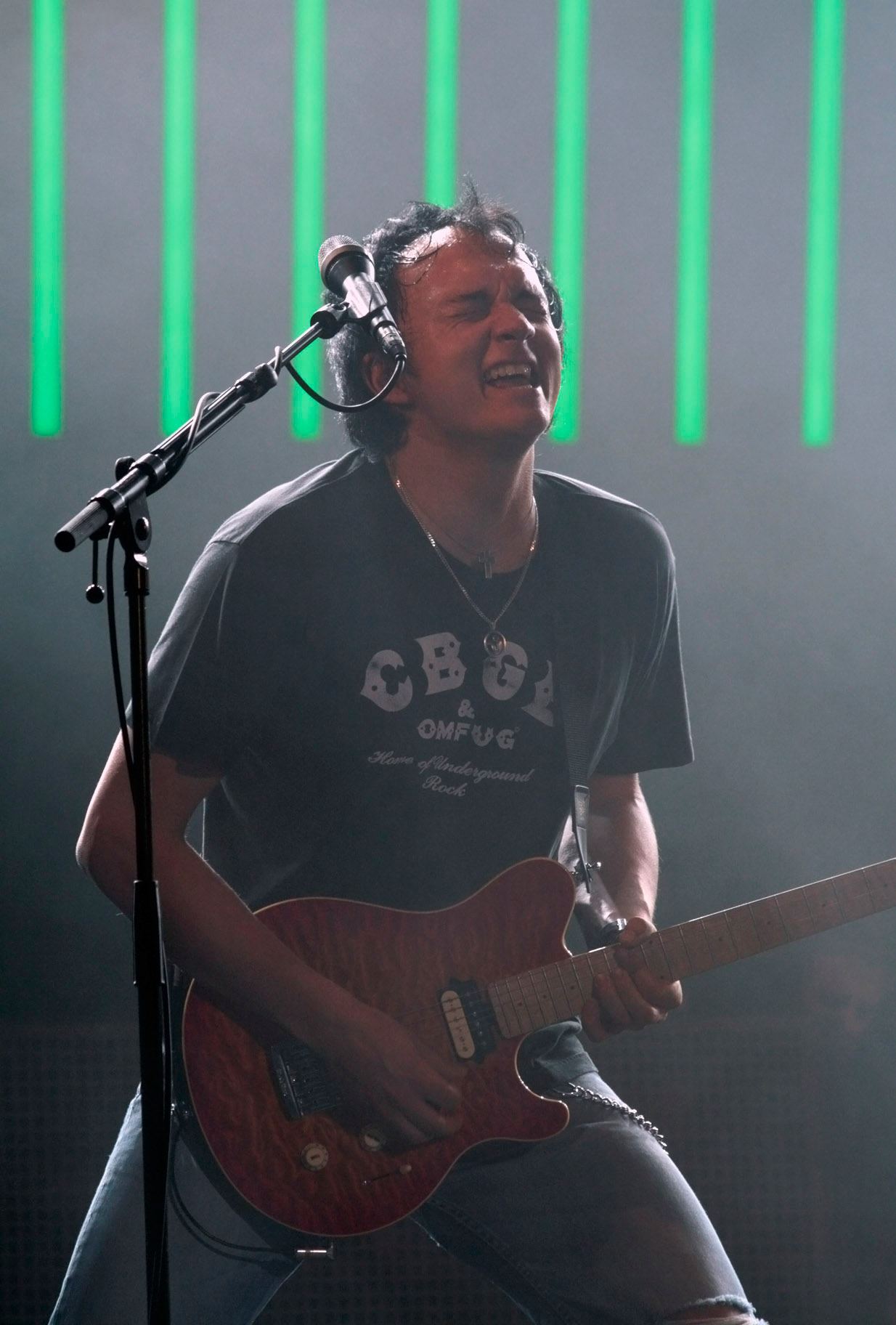
Mathias Simoner (seit 2009)
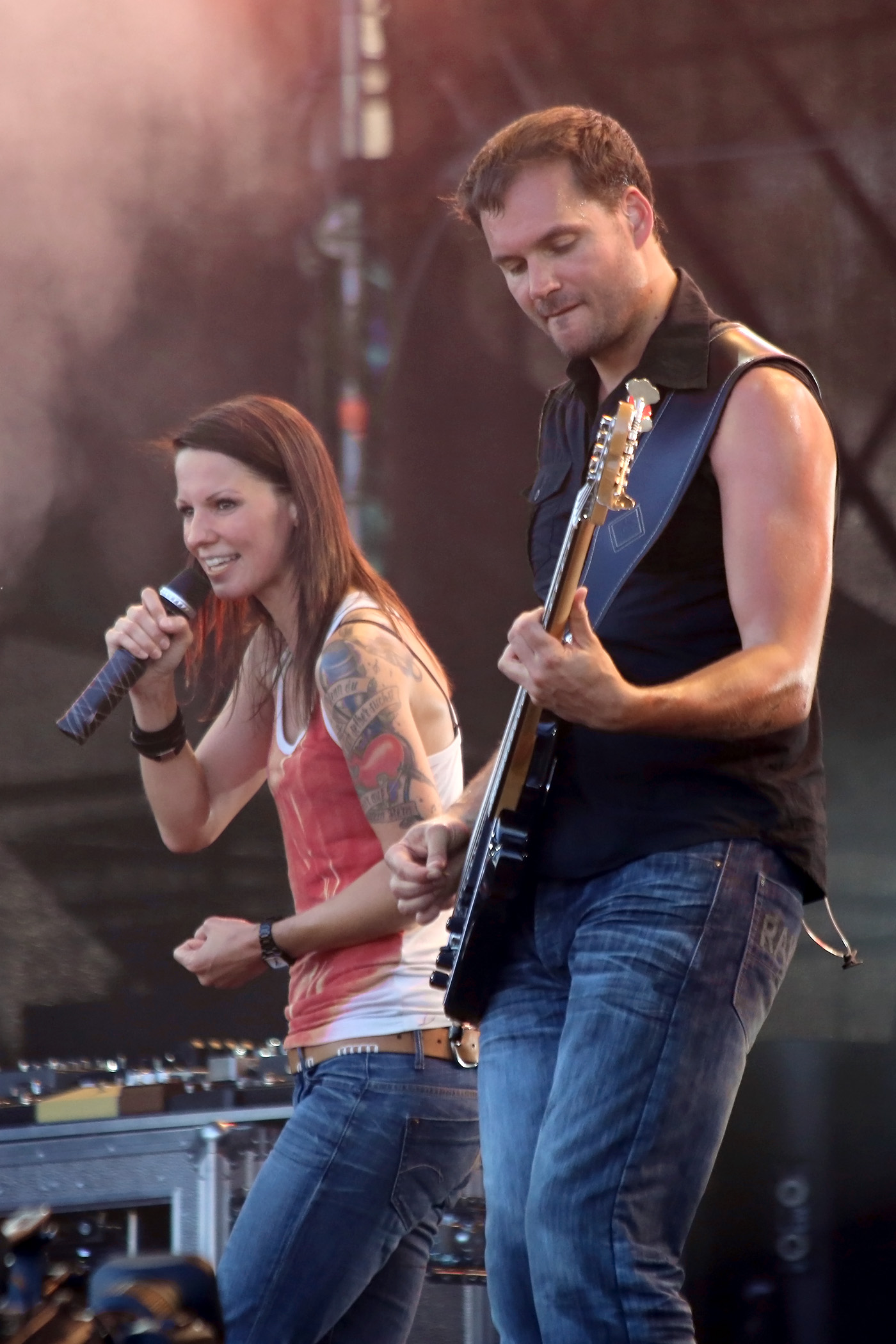
Rue Kostron (seit 2012)

## Diskografie
Studioalben

| Jahr | Titel Musiklabel                           | Höchstplatzierung, Gesamtwochen, AuszeichnungChartplatzierungen (Jahr, Titel, Musiklabel, Platzierungen, Wochen, Auszeichnungen, Anmerkungen) | Höchstplatzierung, Gesamtwochen, AuszeichnungChartplatzierungen (Jahr, Titel, Musiklabel, Platzierungen, Wochen, Auszeichnungen, Anmerkungen) | Höchstplatzierung, Gesamtwochen, AuszeichnungChartplatzierungen (Jahr, Titel, Musiklabel, Platzierungen, Wochen, Auszeichnungen, Anmerkungen) | Anmerkungen                                                            |
| Jahr | Titel Musiklabel                           | DE | AT | CH | Anmerkungen                                                            |
| ---- | ------------------------------------------ | --- | --- | --- | ---------------------------------------------------------------------- |
| 2003 | Freier Fall Amadeo (UMG)                   | — | AT1 ×4Vierfachplatin · (77 Wo.)AT | — | Erstveröffentlichung: 16. Juni 2003 Verkäufe: + 120.000; als Christina |
| 2004 | Soll das wirklich alles sein? Amadeo (UMG) | — | AT1 ×3Dreifachplatin · (64 Wo.)AT | — | Erstveröffentlichung: 8. Juni 2004 Verkäufe: + 90.000                  |
| 2006 | Lebe lauter Polydor (UMG)                  | DE1 ×3Dreifachgold · (53 Wo.)DE | AT1 ×2Doppelplatin · (61 Wo.)AT | CH6 Gold · (43 Wo.)CH | Erstveröffentlichung: 15. September 2006 Verkäufe: + 375.000           |
| 2009 | In dieser Stadt Polydor (UMG)              | DE6 (16 Wo.)DE | AT1 (23 Wo.)AT | CH8 (13 Wo.)CH | Erstveröffentlichung: 10. April 2009                                   |
| 2010 | Nahaufnahme Polydor (UMG)                  | DE7 (10 Wo.)DE | AT2 Platin · (16 Wo.)AT | CH12 (6 Wo.)CH | Erstveröffentlichung: 24. September 2010 Verkäufe: + 20.000            |
| 2013 | Ich hör auf mein Herz Polydor (UMG)        | DE4 Gold · (30 Wo.)DE | AT1 Platin · (13 Wo.)AT | CH20 (6 Wo.)CH | Erstveröffentlichung: 19. April 2013 Verkäufe: + 115.000               |
| 2016 | Seite an Seite Polydor (UMG)               | DE2 (24 Wo.)DE | AT1 Gold · (24 Wo.)AT | CH12 (6 Wo.)CH | Erstveröffentlichung: 22. April 2016 Verkäufe: + 7.500                 |
| 2018 | Überall zu Hause Polydor (UMG)             | DE7 (6 Wo.)DE | AT1 (15 Wo.)AT | CH21 (3 Wo.)CH | Erstveröffentlichung: 21. September 2018                               |

## Auszeichnungen
| Amadeus Austrian Music Award - 2004: Künstlerin Pop/Rock national - 2004: Newcomer des Jahres national - 2005: Künstlerin Pop/Rock national - 2005: Beste Single national - 2006: Künstlerin Pop/Rock national - 2006: Beste Single national - 2007: Pop/Rock Album des Jahres National - 2008: Music Download des Jahres (Scherbenmeer) - 2014: Album des Jahres (Ich hör auf mein Herz) - 2014: Künstler(in) Pop - 2017: Künstlerin des Jahres Xpress - 2004: Song des Jahres (Ich lebe) - 2004: Star des Jahres - 2004: Austro Star des Jahres - 2005: Song des Jahres (Vorbei) - 2005: Star des Jahres - 2005: Austro Star des Jahres - 2006: Austro Star des Jahres - 2007: Star des Jahres - 2007: Austro Star des Jahres - 2007: Sängerin des Jahres - 2008: Song des Jahres (Scherbenmeer) Sonstige - 2008: Meistgespielter österreichischer Act 2007 Echo Pop - 2006: Künstlerin Rock/Pop National - 2014: Radio-ECHO (Millionen Lichter) Goldene Stimmgabel - 2006: Beste Deutsch-Pop-Sängerin Bravo Otto - 2005: Bronze in der Kategorie Sängerin DIVA-Award - 2006: New Talent of the Year Radio Regenbogen Award - 2006: Hörerpreis 2005 - 2014: Song des Jahres 2013 Sonstige - 2007: Audi Generation Award 2007 |